# US Open Series
US Open Series — серия теннисных турниров, проводимых на Североамериканском континенте в течение пяти недель перед Открытым чемпионатом США по теннису.
Серия организована в 2004 году как средство привлечения внимания местных телевизионных каналов к североамериканским теннисным турнирам. До этого единственными турнирами, привлекавшими внимание телевизионных сетей, были турниры серии «Мастерс» в Канаде (Монреаль/Торонто) и Цинциннати. Теперь восемь турниров, не входящих в серию «Мастерс», в общей сложности транслируются около 50 часов, в том числе в среднем по два часа в дни полуфиналов и финалов, в основном каналом ESPN, а также CBS и Tennis Channel.[обновить данные]
За участие в турнирах теннисистам начисляются очки по отдельной системе, не связанной с рейтингом АТР или WTA. Три игрока, набравшие наибольшее число очков в серии турниров, на Открытом чемпионате США получают бонус в зависимости от достигнутого результата. Победитель серии US Open Series в случае выигрыша Открытого чемпионата США получает дополнительные призовые в размере 1 млн долларов США, при поражении в финале — 0,5 млн и так далее. Бонусы, получаемые на US Open вторым и третьим призёрами серии US Open Series, соответственно в два и в четыре раза меньше. В 2005 году благодаря этому принципу Ким Клейстерс, победительница женского турнира на Открытом чемпионате США, получила 2,2 миллиона долларов — на тот момент самую большую сумму в истории тенниса за победу в одном соревновании. В 2007 году Роджер Федерер получил 2,4 млн долларов, выиграв и серию, и турнир Большого шлема. Наконец, в 2013 году, оба победителя US Open Series и Открытого чемпионата США, Серена Уильямс и Рафаэль Надаль, получили 3,6 миллиона долларов: 2,6 млн призовых за титул и 1 млн в качестве бонуса.

## Система начисления очков (2014)
| Круг                | ATP Мастерс 1000/ WTA Premier 5 | Мировой Тур ATP 500 & 250/ WTA премьер-турнир |
| ------------------- | ------------------------------- | --------------------------------------------- |
| Победитель          | 100                             | 70                                            |
| Финалист            | 70                              | 45                                            |
| Полуфиналист        | 45                              | 25                                            |
| Четвертьфиналист    | 25                              | 15                                            |
| Участник 1/8 финала | 15                              | 0                                             |

Очки удваиваются у игроков, которые набрали бонусные очки в трёх и более турнирах серии.

## Победители турниров US Open Series с момента основания серии

### Мужчины
|      | Лос-Анджелес                 | Индианаполис         | Атланта          | Вашингтон                    | Монреаль/Торонто     | Цинциннати           | Нью-Хейвен         | Уинстон-Сейлем   |
| ---- | ---------------------------- | -------------------- | ---------------- | ---------------------------- | -------------------- | -------------------- | ------------------ | ---------------- |
| 2004 | Томми Хаас (1/2)             | Энди Роддик (1/5)    | Не проводился    | Ллейтон Хьюитт               | Роджер Федерер (1/8) | Андре Агасси (1/2)   | Не проводился      | Не проводился    |
| 2005 | Андре Агасси (2/2)           | Робби Джинепри (1/2) | Не проводился    | Энди Роддик (2/5)            | Рафаэль Надаль (1/4) | Роджер Федерер (2/8) | Джеймс Блейк (1/3) | Не проводился    |
| 2006 | Томми Хаас (2/2)             | Джеймс Блейк (2/3)   | Не проводился    | Арно Клеман                  | Роджер Федерер (3/8) | Энди Роддик (3/5)    | Николай Давыденко  | Не проводился    |
| 2007 | Радек Штепанек               | Дмитрий Турсунов     | Не проводился    | Энди Роддик (4/5)            | Новак Джокович (1/3) | Роджер Федерер (4/8) | Джеймс Блейк (3/3) | Не проводился    |
| 2008 | Хуан Мартин дель Потро (1/4) | Жиль Симон           | Не проводился    | Хуан Мартин дель Потро (2/4) | Рафаэль Надаль (2/4) | Энди Маррей (1/4)    | Марин Чилич        | Не проводился    |
| 2009 | Сэм Куэрри (1/3)             | Робби Джинепри (2/2) | Не проводился    | Хуан Мартин дель Потро (3/4) | Энди Маррей (2/4)    | Роджер Федерер (5/8) | Фернандо Вердаско  | Не проводился    |
| 2010 | Сэм Куэрри (2/3)             | Не проводился        | Марди Фиш (1/2)  | Давид Налбандян              | Энди Маррей (3/4)    | Роджер Федерер (6/8) | Сергей Стаховский  | Не проводился    |
| 2011 | Эрнест Гулбис                | Не проводился        | Марди Фиш (2/2)  | Радек Штепанек               | Новак Джокович (2/3) | Энди Маррей (4/4)    | Не проводился      | Джон Изнер (1/4) |
| 2012 | Энди Роддик (5/5)            | Не проводился        | Сэм Куэрри (3/3) | Александр Долгополов         | Новак Джокович (3/3) | Роджер Федерер (7/8) | Не проводился      | Джон Изнер (2/4) |
| 2013 | Не проводился                | Не проводился        | Джон Изнер (3/4) | Хуан Мартин дель Потро (4/4) | Рафаэль Надаль (3/4) | Рафаэль Надаль (4/4) | Не проводился      | Юрген Мельцер    |
| 2014 | Не проводился                | Не проводился        | Джон Изнер (4/4) | Милош Раонич                 | Жо-Вилфрид Тсонга    | Роджер Федерер (8/8) | Не проводился      | Лукаш Росол      |

### Женщины
|      | Стэнфорд, Калифорния     | Сан-Диего                 | Лос-Анджелес            | Цинциннати              | Монреаль/Торонто          | Нью-Хейвен               |
| ---- | ------------------------ | ------------------------- | ----------------------- | ----------------------- | ------------------------- | ------------------------ |
| 2004 | Линдсей Дэвенпорт (1/4)  | Линдсей Дэвенпорт (2/4)   | Линдсей Дэвенпорт (3/4) | Не входил в серию       | Амели Моресмо             | Елена Бовина             |
| 2005 | Ким Клейстерс (1/5)      | Мари Пьерс                | Ким Клейстерс (2/5)     | Не входил в серию       | Ким Клейстерс (3/5)       | Линдсей Дэвенпорт (4/4)  |
| 2006 | Ким Клейстерс (4/5)      | Мария Шарапова (1/3)      | Елена Дементьева (1/2)  | Не входил в серию       | Ана Иванович (1/2)        | Жюстин Энен-Арден (1/2)  |
| 2007 | Анна Чакветадзе          | Мария Шарапова (2/3)      | Ана Иванович (2/2)      | Не входил в серию       | Жюстин Энен-Арден (2/2)   | Светлана Кузнецова (1/2) |
| 2008 | Александра Возняк        | Не проводился             | Динара Сафина (1/2)     | Не входил в серию       | Динара Сафина (2/2)       | Каролина Возняцки (1/5)  |
| 2009 | Марион Бартоли           | Не проводился             | Флавия Пеннетта         | Елена Янкович           | Елена Дементьева (2/2)    | Каролина Возняцки (2/5)  |
| 2010 | Виктория Азаренко (1/2)  | Светлана Кузнецова (2/2)  | Не проводился           | Ким Клейстерс (5/5)     | Каролина Возняцки (3/5)   | Каролина Возняцки (4/5)  |
| 2011 | Серена Уильямс (1/6)     | Агнешка Радваньская (1/2) | Не проводился           | Серена Уильямс (2/6)    | Мария Шарапова (3/3)      | Каролина Возняцки (5/5)  |
| 2012 | Серена Уильямс (3/6)     | Доминика Цибулкова (1/2)  | Не проводился           | Ли На                   | Петра Квитова (1/3)       | Петра Квитова (2/3)      |
| 2013 | Доминика Цибулкова (2/2) | Саманта Стосур            | Не проводился           | Виктория Азаренко (2/2) | Серена Уильямс (4/6)      | Симона Халеп             |
| 2014 | Серена Уильямс (5/6)     | Не проводился             | Не проводился           | Серена Уильямс (6/6)    | Агнешка Радваньская (2/2) | Петра Квитова (3/3)      |

## Результаты победителей и призёров серии на Открытом чемпионате США
(Только участники двух и более турниров серии могут быть классифицированы)
| Результат на Открытом чемпионате США | Результат на Открытом чемпионате США | Результат на Открытом чемпионате США | Результат на Открытом чемпионате США |
| ------------------------------------ | ------------------------------------ | ------------------------------------ | ------------------------------------ |
| A                                    | не участвовал                        | #R                                   | проиграл в первых четырёх турах      |
| QF                                   | выбыл в четвертьфинале               | SF                                   | выбыл в полуфинале                   |
| F                                    | финалист                             | W                                    | победитель                           |

| Год  | Участник (ATP)            | Очков | US Open | Участница (WTA)         | Очков | US Open |
| ---- | ------------------------- | ----- | ------- | ----------------------- | ----- | ------- |
| 2004 | 1. Ллейтон Хьюитт1        | 155   | F       | 1. Линдсей Дэвенпорт1   | 100   | SF      |
| 2004 | 2. Энди Роддик            | 155   | QF      | 2. Амели Моресмо        | 100   | QF      |
| 2004 | 3. Андре Агасси           | 123   | QF      | 3. Елена Дементьева     | 70    | F       |
| 2005 | 1. Энди Роддик            | 120   | 1R      | 1. Ким Клейстерс        | 225   | W       |
| 2005 | 2. Андре Агасси           | 105   | F       | 2. Мари Пьерс           | 100   | F       |
| 2005 | 3. Рафаэль Надаль2        | 100   | 3R      | 3. Амели Моресмо        | 80    | QF      |
| 2006 | 1. Энди Роддик            | 147   | F       | 1. Ана Иванович         | 127   | 3R      |
| 2006 | 2. Фернандо Гонсалес      | 124   | 3R      | 2. Мария Шарапова       | 122   | W       |
| 2006 | 3. Энди Маррей            | 105   | 4R      | 3. Ким Клейстерс        | 120   | A       |
| 2007 | 1. Роджер Федерер         | 170   | W       | 1. Мария Шарапова       | 122   | 3R      |
| 2007 | 2. Джеймс Блейк           | 167   | 4R      | 2. Елена Янкович        | 107   | QF      |
| 2007 | 3. Энди Роддик            | 112   | QF      | 3. Патти Шнидер3        | 97    | 3R      |
| 2008 | 1. Рафаэль Надаль4        | 145   | SF      | 1. Динара Сафина        | 170   | SF      |
| 2008 | 2. Энди Маррей            | 145   | F       | 2. Марион Бартоли       | 105   | 4R      |
| 2008 | 3. Хуан Мартин дель Потро | 140   | QF      | 3. Доминика Цибулкова   | 85    | 3R      |
| 2009 | 1. Сэм Куэрри             | 1755  | 3R      | 1. Елена Дементьева     | 170   | 2R      |
| 2009 | 2. Энди Маррей            | 145   | 4R      | 2. Флавия Пеннетта1     | 140   | QF      |
| 2009 | 3. Хуан Мартин дель Потро | 140   | W       | 3. Елена Янкович        | 140   | 2R      |
| 2010 | 1. Энди Маррей5           | 170   | 2R      | 1. Каролина Возняцки    | 185   | SF      |
| 2010 | 2. Роджер Федерер         | 170   | SF      | 2. Ким Клейстерс        | 125   | W       |
| 2010 | 3. Марди Фиш              | 140   | 4R      | 3. Светлана Кузнецова6  | 115   | 4R      |
| 2011 | 1. Марди Фиш              | 230   | 4R      | 1. Серена Уильямс       | 170   | F       |
| 2011 | 2. Новак Джокович         | 170   | W       | 2. Агнешка Радваньская7 | 130   | 2R      |
| 2011 | 3. Джон Изнер             | 140   | QF      | 3. Мария Шарапова       | 130   | 3R      |
| 2012 | 1. Новак Джокович         | 170   | F       | 1. Петра Квитова        | 215   | 4R      |
| 2012 | 2. Джон Изнер             | 140   | 3R      | 2. Ли На                | 170   | 3R      |
| 2012 | 3. Сэм Куэрри             | 135   | 3R      | 3. Доминика Цибулкова   | 100   | 3R      |
| 2013 | 1. Рафаэль Надаль         | 200   | W       | 1. Серена Уильямс       | 170   | W       |
| 2013 | 2. Джон Изнер             | 185   | 3R      | 2. Виктория Азаренко    | 145   | F       |
| 2013 | 3. Хуан Мартин дель Потро | 130   | 2R      | 3. Агнешка Радваньская  | 130   | 4R      |
| 2014 | 1. Милош Раонич           | 280   | 4R      | 1. Серена Уильямс       | 430   | W       |
| 2014 | 2. Джон Изнер             | 200   | 3R      | 2. Анжелика Кербер      | 150   | 3R      |
| 2014 | 3. Роджер Федерер         | 170   | SF      | 3. Агнешка Радваньская  | 125   | 2R      |

1 Более высокое место за счёт большего числа выигранных матчей в серии.

2 При равенстве очков с Федерером Надаль занял более высокое место за счёт большего числа выигранных матчей в серии.

3 При равенстве очков с Клейстерс Шнидер заняла более высокое место, так как Клейстерс участвовала только в одном турнире серии.

4 При равенстве очков Надаль занял более высокое место за счёт личной победы над Марреем в Canada Masters.

5 Маррей обошёл Федерера за счёт победы в личной встрече (на турнире Торонто).

6 Кузнецова финишировала третьей, потому что при равенстве выигранных матчей и сетов с Шараповой и Азаренко она выиграла больше геймов 

7 Радваньская обошла Шарапову за счёт большего числа побед в матчах.

## Рекорды серии
- Наибольшее количество побед в серии: 3 (Серена Уильямс, 2011, 2013 и 2014)
- Наибольшее количество побед в турнирах:
  - мужчины: 8 (Роджер Федерер)
  - женщины: 6 (Серена Уильямс)
- Наибольшее количество побед в турнирах одного сезона:
  - мужчины: 2 (Хуан Мартин дель Потро, 2008; Рафаэль Надаль, 2013)
  - женщины: 3 (Линдсей Дэвенпорт, 2004; Ким Клейстерс, 2005)
- Наибольшая сумма очков в сезоне (до появления правила удвоения очков):
  - мужчины: 230 (Марди Фиш, 2011)
  - женщины: 225 (Ким Клейстерс, 2005)
- Наибольшее количество попаданий в тройку призёров серии: 4 (Энди Роддик, 2004-2007)
- Лидеры серии среди стран по количеству побед в турнирах: 
  - мужчины: США (21)
  - женщины: Россия (11)

## Официальный сайт
- Официальный сайт серии